# Bolesław Gładych
Bolesław Michał Gładych (ur. 17 maja 1918 w Warszawie, zm. 12 lipca 2011 w Seattle) – kapitan pilot Wojska Polskiego II RP, kapitan (ang. Flight Lieutnant) Królewskich Sił Powietrznych, as myśliwski Polskich Sił Powietrznych w Wielkiej Brytanii.

## Życiorys
Syn nauczyciela w szkole technicznej Adama i Teofili Gładych. Wyrzucony został z powodu zachowania ze szkoły gimnazjalnej im. Tomasza Niklewskiego oraz z Gimnazjum im. Joachima Lelewela i Gimnazjum im. Tadeusza Reytana w Warszawie. W 1932 roku dostał się do lwowskiej szkoły wojskowej. Dwa lata później zmarł mu ojciec. 8 maja 1937 roku zdał maturę matematyczno-przyrodniczą. Posiadał umiejętność gry na fortepianie i akordeonie.
Na początku 1937 został przyjęty do Szkoły Podchorążych Lotnictwa w Dęblinie, skąd odszedł na kurs unitarny w 72 pułku piechoty w Radomiu. Uczył się w szkole przedmiotów teoretycznych oraz przeszedł obóz kondycyjny w Bukowinie Tatrzańskiej. Od 11 kwietnia do 21 czerwca 1939 roku szkolił się na samolocie PWS-26 w Borowinie. Do września 1939 nie ukończył jeszcze pełnego cyklu szkolenia, choć w maju 1939 zaczął już trening na myśliwcach typu RWD-8, PWS-10, PZL P-7, PZL P-11 w Ułężu. Przyśpieszony awans na podporucznika uzyskał ze starszeństwem z dniem 1 września 1939 roku.
Po wybuchu II wojny światowej miał z grupą podchorążych dołączyć do walk, lecz wskutek klęsk ewakuowali się do Rumunii 17 września w miejscowości Śniatyń. 22–27 września spędził w obozie, skąd uciekł z rumuńskiego internowania w Turnu Severin do Bukaresztu. W towarzystwie Eugeniusza „Florka” Fiedorczuka z polskiej placówki dyplomatycznej odesłany do Konstancy. Udał się do Francji na pokładzie greckiego statku „St Nicolau” i francuskiego „Ville de Strasbourg”, którym dopłynął do Marsylii. Zgłosił się do formowanego właśnie dywizjonu „fińskiego”, który miał zostać skierowany na front fińsko-sowiecki. Ostatecznie dywizjon został przekształcony w całkowicie polską jednostkę dywizjon I/145. Gładych latał tam na samolocie Caudron CR.714 Cyclone z numerem bocznym 13, walcząc w kampanii francuskiej w pierwszym kluczu drugiej eskadry dywizjonu, pod dowództwem kpt. Juliusza Freya. Odbył również szkolenie na samolotach MS.406. Patrole wykonywane były na południe od Paryża, mimo późniejszego zakazu lotów na samolotach z powodu dużej awaryjności. Lotniskiem macierzystym było trawiaste lotnisko w Dreux, a następnie przeniesiono jednostkę do Sermaises, Châteauroux i Rochefort.
Po klęsce Francji, 22 czerwca 1940 roku, podporucznik Gładych przedostał się na Wyspy Brytyjskie. Gdzie oddelegowano go do obozu w West Kirby i Blackpool z numerem służbowym P-1392. Rozpoczął przeszkolenie na myśliwcach brytyjskich i latał od 16 marca do 20 kwietnia 1941 roku w 56. OTU w Hawarden. Po ukończeniu kursu przeniesiony do dywizjonu 303, jako uzupełnienie. Pierwszy lot operacyjny odbył się 3 maja 1941 roku, na pozycji bocznego trójkowego, osłaniającego konwój, a pierwszy lot bojowy 9 maja. Podczas jednego z patroli został ciężko ranny w wyniku zderzenia się z przeciwnikiem podczas walk kołowych i próbie powrotu do bazy. Jako pierwszy pilot w polskim dywizjonie zestrzelił Fw 190.
W okresie od 9 lipca 1942 do 16 września 1942 roku Gładych latał w 302 dywizjonie poznańskim. Wrócił do tej jednostki 4 grudnia 1942 roku. Na początku 1943 został dowódcą eskadry. Za omyłkową próbę zestrzelenia jesienią 1943 roku samolotu, na pokładzie którego podróżował premier Winston Churchill, został całkowicie odsunięty na jakiś czas od lotów bojowych.
Dzięki Francisowi „Gabby’emu” Gabreskiemu (właściwie Franciszek Gabryszewski – amerykański pilot myśliwski polskiego pochodzenia) został przyjęty do składu 61 Fighter Squadron 56th Fighter Group wyposażonego w samoloty Republic P-47 Thunderbolt.
Do końca wojny walczył w USAAF otrzymując od kolegów przydomek Mike Killer. Nigdy nie był oficjalnie przyjęty do lotnictwa amerykańskiego. W kilka dni po zakończeniu wojny został zwolniony. Oprócz Gładycha w 61st FS 56th FG latali z sukcesami także inni Polacy, m.in. Witold Łanowski oraz Tadeusz Andersz.
Bolesław Gładych należy do czołowych polskich asów lotnictwa – znajduje się na 5 pozycji z oficjalnym wynikiem 14 zestrzeleń pewnych, 2 prawdopodobne i jedno zespołowe uszkodzenie (zaliczone jako 1/2). W USA zaliczono mu trzy zwycięstwa więcej (łącznie 10 w służbie amerykańskiej), nieuznane jednak przez polską komisję Bajana. Wszystkie samoloty osobiste Bolesława Gładycha, na których latał od momentu podjęcia lotów na Wyspach Brytyjskich, oznaczone były emblematem pingwinka z podpisem „Pengie” (przezwisko jego dziewczyny, Kanadyjki z WAAF). Kilkakrotnie w powietrzu spotkał się ze słynnym niemieckim asem myśliwskim Georgiem-Peterem Ederem znanym z nieatakowania ciężko uszkodzonych samolotów wroga.
Po wojnie odbył nielegalny lot do Salzburga samolotem Norseman w stronę Linzu w radzieckiej strefie okupacyjnej w celu zabrania swojego brata Jana. Początkowo zajmował się przemytem towarów z Anglii do Francji oraz zapoznał się z samolotami Meteor. Wyemigrował do Nowego Jorku, gdzie podjął pracę pilota w liniach lotniczych Rainbow Airlines na DC-3. Otrzymał obywatelstwo amerykańskie i osiadł wraz z żoną Elisabeth (zm. 2008) w Seattle. Miał syna Michaela i córkę Suzanne. Współpracował z firmami Boeing, Douglas i Lockheed oraz latał na F-104 Starfighter. Rozpoczął karierę naukową, robiąc doktorat z psychologii, i pracował później jako psychoterapeuta.
Wizerunek pilota został umieszczony na samolocie myśliwskim MiG-29 nr 115 z 23 Bazy Lotnictwa Taktycznego.

## Ordery i odznaczenia
- Krzyż Srebrny Orderu Wojennego Virtuti Militari nr 8421[10]
- Krzyż Walecznych – trzykrotnie
- Odznaka za Rany i Kontuzje
- brytyjski Distinguished Flying Cross
- amerykańska Srebrna Gwiazda
- amerykański Distinguished Flying Cross – dwukrotnie
- amerykański Air Medal – czterokrotnie